# For vår jord
For vår jord är en balladlåt skriven av Anita Skorgan och Erik Hillestad, och sjungen för Norge i Eurovision Song Contest 1988 av Karoline Krüger.
Sångtexten har ett miljöpolitiskt tema, och handlar om en kvinna som  "står vakt för vår jord", och att medvetandet om att skydda jorden borde vara större.
Låten startade som nummer 15, efter Greklands Afroditi Fryda med "Clown" och före Belgiens Reynaert med "Laissez briller le soleil". Vid omröstningen fick låten 88 poäng, och slutade på femte plats bland de 21 deltagarna.